# Hejar
Hejar (tur. Büyük Adam Küçük Aşk, kurd. Hejar) – film z 2001, którego scenarzystą oraz reżyserem jest Handan İpekçi. Turecki tytuł filmu można przetłumaczyć jako "Wielki człowiek, mała miłość" (ang. Big Man, Little Love). W marcu 2002 zakazano pokazywania filmu w Turcji za promocję kurdyjskiego nacjonalizmu oraz przedstawienie nagatywnego obrazu tureckiej policji. Pomimo to film zdobył dziewięć nagród (w kategoriach "Najlepszy film", Najlepszy scenariusz" "Najlepszy Aktor i Aktorka Drugoplanowa") na najważniejszym tureckim festiwalu filmowym, Antalya Altın Portakal Film Festivali (ang. Antalya Golden Orange Film Festival).

## Opis fabuły
Osierocone kurdyjska dziewczynka Hejar oraz turecki emeryt, Rıfat, owdowiały, emerytowany sędzia, który odmawia angażowanie się w politykę, trafiają na siebie przez przypadek. Podczas gdy Rıfat walczy ze swoim osamotnieniem, Hejar, jedyna ocalała z policyjnej obławy na jego kurdyjskich sąsiadów, znajduje schronienie w jego domu. Rıfat stopniowo decyduje pomóc Hejar w powrocie do jej rodziny.

## Obsada
- Şükran Güngör jako Rıfat Bey
- Dilan Erçetin jako Hejar
- Füsun Demirel jako Sakine
- Yıldız Kenter jako Müzeyyen Hanım
- İsmail Hakkı Şen jako Evdo Emmi

## Nagrody
- Złota Pomarańcza oraz specjalna nagroda Jury (najlepszy film, najlepszy scenariusz, najlepsza rola drugoplanowa męska najlepsza rola drugoplanowa żeńska) na Antalya Golden Orange Film Festival, 2001.
- Srebrna Piramida na Międzynarodowym Festiwalu Filmowym w Kairze Cairo International Film Festival, 2002.
- Nagroda za najlepszy scenariusz na Śródziemnomorskim Festiwalu Filmowym w Kolonii, 2002
- Nagroda Publiczności na Międzynarodowym Festiwalu Filmowym w Stambule, 2003

Film został zgłoszony jako turecki kandydat do nagrody Amerykańskiej Akademii Filmowej w kategorii najlepszego filmu nieanglojęzycznego, ale nie uzyskał nominacji.